# Eublemma cinnamomea
Eublemma cinnamomea là một loài bướm đêm trong họ Erebidae.

## Hình ảnh

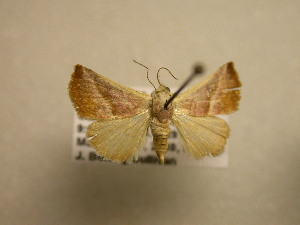
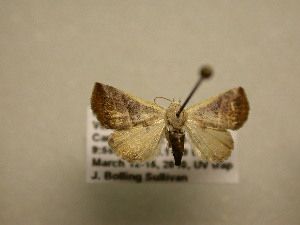